# Ocea
Ocea (les graphies Océa avec un accent aigu et OCEA en majuscules se rencontrent aussi) est une entreprise française de construction navale fondée en 1987 aux Sables-d'Olonne (Vendée). Elle est spécialisée dans la conception et la construction de navires en aluminium, c’est un des leaders français de ce secteur.

## Effectifs et moyens de production
L’entreprise est de taille intermédiaire, avec environ 500 salariés en 2022. Elle possède plusieurs sites de production, tous situés dans l’ouest de la France, sur l’océan Atlantique,, : Les Sables-d'Olonne et Fontenay-le-Comte en Vendée, Saint-Nazaire en Loire-Atlantique et plus récemment La Rochelle,, totalisant 27 850 m2 d’ateliers couverts. Ce développement s’est fait progressivement, par étapes, principalement à la suite de rachats d’autres entreprises.
L’entreprise a aussi des implantations à l’étranger. En effet elle réalise entre 90% et 95 % de son chiffre d'affaires à l’exportation sur tous les continents. Elle a remporté plusieurs contrats importants, notamment pour des bâtiments militaires, et a vendu de nombreux patrouilleurs en Afrique. Elle est présente en Asie et cherche à se développer en Amérique latine. Sa zone d’exportation s’étend à l’Europe occidentale, le Moyen-Orient, la zone Asie-Pacifique et l’Amérique centrale.
En 2013, Ocea a élargi son capital, dans lequel est entré ACE Management, via Atalaya et la Financière de Brienne, deux fonds dédiés à l’économie maritime et la défense, à hauteur de 4 millions d’euros. Toutefois le président d’Ocea, Roland Joassard, et les autres dirigeants sont demeurés majoritaires dans le capital. Parallèlement, Ocea a lancé un ambitieux programme d’investissement de 15 millions d’euros, financés sur fonds propres et via des prêts bancaires, pour la modernisation de son outil industriel, notamment pour agrandir le chantier des Sables-d’Olonne et accroître ses capacités de production.
En 2022, Ocea a annoncé sa fusion avec le chantier naval britannique Wight Shipyard, créé en 2010 et installé à East Cowes, sur l’île de Wight dans le sud de l’Angleterre. Les deux constructeurs ont déjà travaillé ensemble sur plusieurs projets. Wight Shipyard est spécialisé sur le marché des navires à passagers rapides, et a construit (par exemple) des navires à grande vitesse qui relient Southampton à l’île de Wight,.

## Produits
Ocea était positionné à l’origine sur le segment des navires de pêche, mais l’entreprise a diversifié ses marchés au fur et à mesure de son développement. Elle s’est imposée comme un spécialiste des bateaux en aluminium, avec un outil industriel lui permettant de réaliser des coques de 12 à 75 mètres de long. Elle produit des navires monocoques ou catamarans, des navires scientifiques et de recherche océanographique, des navires de servitude pour la maintenance des installations éoliennes en mer ou pour les exploitants des gisements offshore de pétrole et de gaz. Ainsi, en 2013 elle a livré 14 crew boats (navires de transport de personnel vers les plate-formes pétrolières) de type Combi MKI de 19,7 mètres. Ocea s’est également lancé sur le segment des navires à passagers (vedettes) comme le Kerdonis, livré en 2010, et sur celui des yachts à moteur de grande plaisance comme le yacht de 47 mètres Elisabeth, livré en 2011.
Ocea s’est aussi positionné sur les marchés militaires à l’exportation, notamment celui de la surveillance côtière et de surveillance des zones économiques exclusives (ZEE), et a commencé à concevoir sa gamme de Patrouilles rapides (FPB) il y a plus de 30 ans. Plus de 110 bateaux de cette gamme ont été vendus fin 2024,. Ainsi, Ocea a obtenu un gros contrat de cinq navires pour la Garde côtière philippine du type Ocea OPV 270, conçus pour les longues missions en haute mer. Ocea a expliqué que ce choix par les autorités philippines était en partie dû au coût d’acquisition compétitif et au coût opérationnel des bateaux, largement inférieur à celui d’un navire en acier, mais le principal argument de ce choix est avant tout la réduction de l’impact environnemental. Le chantier naval a construit à la Cabaude, aux Sables-d’Olonne, le BRP Gabriela Silang (OPV-8301) de 84 mètres de long, qui est à la fois le plus grand navire jamais construit aux Sables-d’Olonne et le plus grand patrouilleur de haute mer en aluminium au monde,. Le patrouilleur a été mis à l’eau le 17 juillet 2019 et livré fin 2019. En 2020, le navire a été désigné lauréat international du Baird Maritime Award « Best Large Patrol Boat » .
En novembre 2024, les Philippines ont validé l'achat de 40 patrouilleurs rapides au chantier naval Ocea pour leurs garde-côtes. Le contrat est récemment signé en mai 2025 et doit être financé par le programme français d'aide publique au développement. Les Philippines ont notifié à Ocea le contrat qui ne sera mis en vigueur qu'une fois que le prêt aura été garanti par la France. Les navires seront fabriqués en France et aux Philippines.
L’activité d’Ocea ne se limite pas à la construction navale. La société propose en effet une offre globale, depuis la phase de la conception jusqu’à la construction mécanique, en passant par l’équipement et la maintenance des navires. Elle effectue aussi de la sous-traitance industrielle et fabrique des cuves et citernes en aluminium pour l’industrie,.